# Pérxino (Sverdlovsk)
|  | Per a altres significats, vegeu «Pérxino». |

Pérxino (en rus: Першино) és un poble de l'óblast de Sverdlovsk, a Rússia, segons el cens del 2010 tenia 84 habitants.